# اوکتیابرسکی (شهرستان ایگلینسکی، باشقیرستان)
اوکتیابرسکی (انگلیسی: Oktyabrsky, Iglinsky District, Republic of Bashkortostan) یک شهرک در شهرستان ایگلینسکی استان باشقیرستان کشور روسیه است.